# Edward Kelland-Espinosa
Pour les articles homonymes, voir Kelland.
Edward John Kelland-Espinosa, né le 22 juin 1906 à Londres où il est mort le 13 octobre 1991, est un danseur et professeur de ballet et de claquettes britannique.

## Biographie
Fils de Edouard Espinosa et de sa femme Eve Louise Kelland, les fondateurs de la British Ballet Organization (BBO), il est le frère de Yvette Espinosa (en). Il obtient comme danseur le succès dans de nombreux spectacles puis se consacre au développement du BBO et à l'élévation du niveau d'enseignement dans tout le pays et à l'étranger.
Après la mort de son père en 1950, il reprend la direction du BBO dont il est élu président. Aux côtés de sa sœur, Yvette, il dirige l'organisation jusqu'à sa retraite en janvier 1987,.

## Publications
Il est l'auteur de nombreux ouvrages sur la danse, en particulier les claquettes, dont :
- Tap Dancing: Volume 6 (1963)[5]
- Tap Dancing: Analytical Description and Counting of the Entire Syllabus as Used in General Work and Also the Examinations of the Tap Branch of the British Ballet Organization (1967)[6]
- Tap Branch of the British Ballet Organization: Senior Tap Syllabus, Minor Examinations (1967)[7]
- Tap Dancing: The Lower Preliminary Syllabus for Pupils and Teachers (1967)[8]
- The Solo Irish Jig: Analytical Description and Counting of a Simple Sequence of a Traditional Irish Step Dance (1967)[9]
- Tap Branch of the British Ballet Organization: Higher Primary Syllabus, Minor Examination (1968)[10]
- Tap Dancing: The Elementary Syllabus for Pupils and Teachers (1970)[11]
- Tap Branch of the British Ballet Organization: Intermediate Syllabus, Major Examination (1972)[12]
- Tap Branch of the British Ballet Organization: Lower Preliminary Syllabus, Minor Examination (1972)[13]
- Tap Branch of the British Ballet Organization: Preparatory Advanced Syllabus, Major Examination (1973)[14]
- Tap Dancing: The Higher Preliminary Syllabus for Pupils and Teachers (1975)[15]
- Tap Dancing Pt. 1: Elementary (1979)[16]
- Tap Dancing: The Lower Preliminary Syllabus for Pupils and Teachers (1980)[17]